# Ansa cervicalis

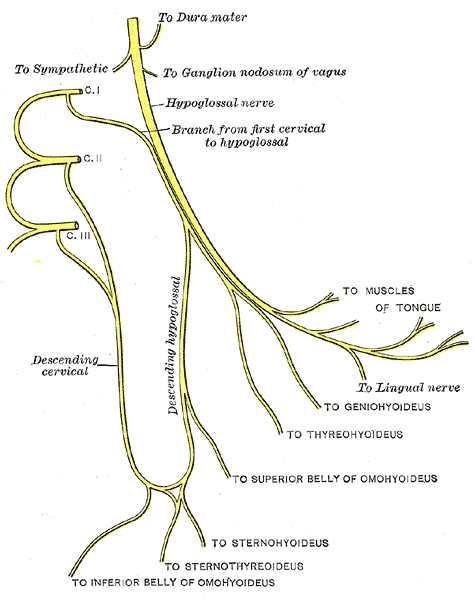
Ansa cervicalis [profunda

Die Ansa cervicalis (Halsnervenschlinge) – nach vorheriger Nomenklatur aber immer noch weit verbreitet Ansa cervicalis profunda, gelegentlich auch missverständlich Ansa hypoglossi genannt – ist eine Nervenschlinge aus Nervenfasern der ventralen Äste von Spinalnerven der Segmente C1 bis C3 und gehört somit zum Plexus cervicalis.
Die Nervenschlinge wird aus einer oberen und einer unteren Wurzel gebildet. Die obere Wurzel (Radix superior, in der Tieranatomie Radix cranialis) enthält allein Nervenfasern der Segmente C1 und C2 – und keine aus dem Nervus hypoglossus –, die Fasern der untere Wurzel (Radix inferior, in der Tieranatomie Radix caudalis) stammen von den Spinalnerven C2 und C3.
Die Ansa cervicalis liegt unterhalb des Musculus sternocleidomastoideus und überkreuzt in ihrem Verlauf die Vena jugularis interna und den Musculus scalenus anterior. Im Trigonum caroticum lagert sie sich dem Nervus hypoglossus an, die jedoch keine Fasern untereinander austauschen (daher nennt man die Ansa cervicalis profunda auch Ansa hypoglossi).
Die Ansa cervicalis versorgt motorisch folgende Unterzungenbeinmuskeln (infrahyoidale Muskulatur):
- Musculus sternohyoideus
- Musculus sternothyroideus
- Musculus omohyoideus

Der Musculus thyrohyoideus, der ebenfalls ein Vertreter der unteren Zungenbeinmuskulatur ist, wird vom Ramus thyrohyoideus aus der Radix superior ansae cervicalis profundae innerviert.
Dagegen liegt die Ansa cervicalis superficialis oberflächlich, auf dem Musculus sternocleidomastoideus und unterhalb des Platysmas. Sie wird gebildet durch eine Anastomose zwischen dem Ramus colli des Nervus facialis und dem Nervus transversus colli (ventraler Ast des Spinalnervs aus C3).